# Euxoa rangnowi
Euxoa rangnowi är en fjärilsart som beskrevs av Corti 1932. Euxoa rangnowi ingår i släktet Euxoa och familjen nattflyn. Inga underarter finns listade i Catalogue of Life.